# Melnîkî, Șațk
Melnîkî (în ucraineană Мельники) este un sat în așezarea urbană Șațk din raionul Șațk, regiunea Volînia, Ucraina.

## Demografie
Componența lingvistică a localității Melnîkî
     Ucraineană (98,74%)
     Alte limbi (1,26%)
Conform recensământului din 2001, majoritatea populației localității Melnîkî era vorbitoare de ucraineană (98,74%), existând în minoritate și vorbitori de alte limbi.